# HD 4313 b
HD 4313 b — экзопланета, вращающаяся вокруг жёлтого карлика HD 4313, которая находится на расстоянии приблизительно 447 световых лет в созвездии Рыб.